# Stürmische Morgen
Der Band Stürmische Morgen versammelt vier Novellen von Heinrich Mann und erschien 1906 bei Albert Langen in München.
Stürmische Morgen nennt Heinrich Mann sein Frühlings Erwachen, also die Thematisierung der „Krisen sexueller Identitätsfindung“.

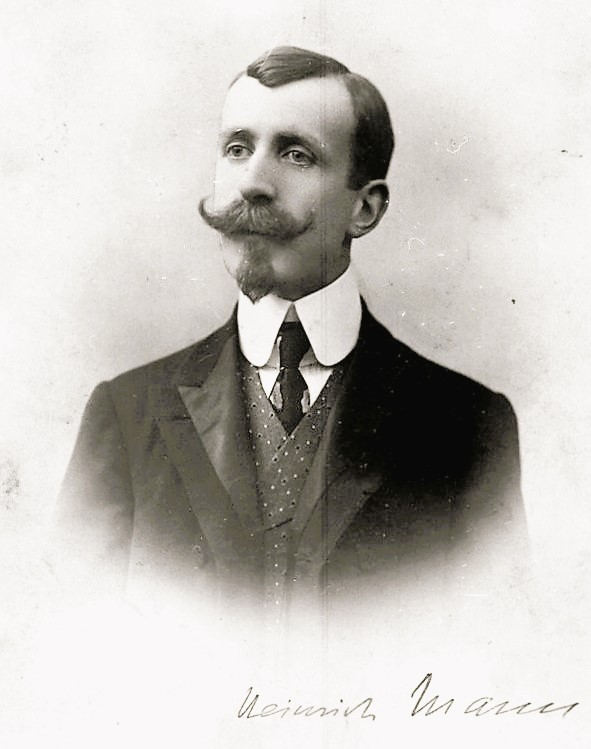
Heinrich Mann im Jahr 1906

## Inhalt

### Heldin
Die Novelle entstand im Spätsommer 1905 und wurde am 15. April 1906 in einer Beilage der Zeit vorabgedruckt. Übertragungen ins Tschechische von Fr. Holeček und ins Französische von Alzir Hella folgten 1916 sowie 1926.
Handlung
An einem See nahe bei der italienischen Grenze um die Wende zum 20. Jahrhundert: Zwei junge Italienerinnen – die feinfühlige 15-jährige Halbwaise Lina Clemens und die 16-jährige stramme Grete Pinatti – lieben denselben jungen Mann. Das ist der Herr Roland. Dieser lungenkranke Deutsche gesteht Grete, er könne Lina nicht begehren, denn sie sei ihm unheimlich. Lina hat wirklich kein Glück in der Liebe. Denn auch ihr Vater, ein Winzer, will von dem deutschen potentiellen Schwiegersohn nichts wissen. Er nennt seine Tochter einen Engel. Lina geht in Gedanken alle Untugenden ihres Vaters durch. Der Winzer ist ein Schürzenjäger, der seiner kranken Frau zu deren Lebzeiten untreu gewesen war. Und so einer missgönnt Lina den Freund. Es gibt überhaupt so manches, was die sensible Lina an ihrem Vater stört. So vergiftet er die armen Ratten, die lediglich ein paar Hühnereier stehlen, mit Arsenik in der Polenta und neuerdings – noch wirksamer – mit Strychnin.
In einer schlaflosen Nacht begibt sich Lina an den See und wird Zeuge eines zärtlichen Tête-à-tête von Grete mit Herrn Roland. Der Erkenntnis „der liebt nicht mich“ folgt die Tat. Lina beißt in die ausgelegte Strychnin-Polenta.
Rezeption
Herr Roland könnte ein Abbild des Autors sein. Lina brächte die Liebe zu dem Deutschen und die Nächstenliebe auf keinen gemeinsamen Nenner. Einerseits stürbe dieses junge Mädchen entsprechend dem Titel als Märtyrerin und andererseits könnte ihr schlimmes Ende als sinnloser Tod aufgefasst werden. Linas Geschichte erinnere an die der kleinen Meerjungfrau.

### Der Unbekannte
Die Novelle wurde vermutlich im Frühjahr 1905 geschrieben und im Spätsommer desselben Jahres in der Zeit vorabgedruckt.
Handlung
Der Vater des 15-jährigen Schülers Raffael ist Reeder in einer Stadt nahe bei Travemünde. Da Schlutup zu Fuß erreichbar ist, kann der ungenannte Heimatort Raffaels eigentlich nur Lübeck heißen. Raffael liebt Estela, die Ehefrau des Konsuls Vermühlen. Die Liebe ist mehr als platonisch. Zwar macht Raffael einen Annäherungsversuch nach dem andern, doch er flieht Hals über Kopf, sobald eine Begegnung droht. So hat er seine Schöne natürlich noch nicht einmal angesprochen geschweige denn auf irgendeine Art berührt. Selbst ein Wortwechsel wäre schwierig, denn Estela artikuliert sich in einer fremden Sprache. Überdies kennt sie ihn nicht, doch Raffaels Eltern sind mit den Vermühlens befreundet. Raffael schnappt Bemerkungen seiner Eltern, das Eheleben des Paares Vermühlen betreffend, auf und schließt daraus, der Konsul, dieser noch vor kurzem „graue Witwer“, malträtiert und vergiftet seine neueste junge Frau peu à peu. Das könnte – nein, das muss – stimmen, denn Monat für Monat geht es Estela dem Anschein nach schlechter und immer schlechter. Raffaels Vater und dessen Freund, der Konsul Vermühlen, bewerkstelligen das scheinbar Unmögliche: In einem Badeort nötigen beide Herren Raffael ein Tänzchen mit Estela auf. Daraus wird nichts. Überaus besorgt betrachtet Raffael „die Linie dieses nach unten geschwellten Körpers“ seiner heimlichen Liebe und fällt in Ohnmacht. Der Leser ahnt des Rätsels Lösung. Die Frau Konsul Estela Vermühlen ist hochschwanger. Raffael wird von seinem Vater nach der Hebamme geschickt und somit gleich ein wenig in die praktische Sexualität eingeweiht.
Rezeption
Aus der bekannten Familiengeschichte der Gebrüder Heinrich und Thomas Mann folgt, hier hat der Autor ein Stück Autobiographie – nur dürftig verschlüsselt – eingearbeitet. Daneben muss noch die Beziehung des Autors zu Inés Schmied hinzugenommen werden. Es gilt sinngemäß das im Artikel Zwischen den Rassen im Abschnitt Autobiographische Züge zu den beiden Frauen aus Südamerika Gesagte. Roman und Novelle sind zudem fast zeitgleich entstanden.

### Jungfrauen
Der Text, im Sommer 1905 geschrieben, wurde im Herbst desselben Jahres in Maximilian Hardens Berliner Wochenzeitschrift Die Zukunft vorabgedruckt.
Handlung
Zusammen mit ihrer Mutter, der Frau Geheimrat, haben Claire und Ada – ein 15- und ein 16-jähriges Mädchen – das heimatliche Landgut zum ersten Mal in ihrem Leben in Richtung Italien verlassen. Ada ist die blühendere und die blasse Claire die kleinere von beiden Schwestern. Während ihres Aufenthaltes am Gardasee verlieben sich beide Mädchen in Herrn Schumann. Dieser treudeutsche Sänger wendet sich Ada zu, die seinen albernen teutschen Gesang prompt lobt. Die vormals schier unzertrennlichen Geschwister werden Rivalinnen. Heinrich Mann schreibt: „Alle Gesetze fühlte sie [Claire] umgestoßen, die Welt schwindelnd emporgehoben, im Dunkeln etwas Großes wild aufgeblüht. Sie meinte zu rufen: »Mein Leben, Herr Schumann! Wie gern gäb ich es Ihnen!«“ Nachdem das mit Ada und Herrn Schumann auseinandergegangen ist, sind die Schwestern – wie zuvor – ein Herz und eine Seele. So können beide schließlich zusammen neidlos zusehen, wie sich die Geheimrätin hinter dem Johannisbeergebüsch in Herrn Schumanns Armen windet.
Rezeption
Mit Claire und Ada könnten Heinrich Manns Schwestern Carla und Julia gemeint sein. Der junge Autor, vermutlich psychoanalytisch beeinflusst, arbeitet Claires Libido heraus. Das junge Mädchen will ihre Rivalin „töten!“ Doch Ada wie Claire bleiben – der Titel lügt nicht – quicklebendige Jungfrauen.

### Abdankung
Im Herbst 1905 in Florenz geschrieben, wurde die Novelle Anfang 1906 im Simplicissimus vorabgedruckt.
Handlung
Der Schüler Felix, eine Halbwaise, lebt in bescheidenen Verhältnissen mit der Mutter in Lübeck. Der Vater ist auf Reisen umgekommen. Die Todesumstände sind unbekannt. Felix beherrscht nicht nur den faulen, dicken Mitschüler Hans Butt – das ist der Sohn eines Gärtnereibesitzers –, sondern auch andere Schuljungen; zum Teil viel stärkere als er selbst. Felix muss manchmal staunen, wie sie ihm alle gehorchen. Selbst der Sohn des Bürgermeisters spurt.
Als Felix auf einmal des Befehlens überdrüssig ist und fortan nur noch auf Befehle Butts reagiert, geht es bergab. Butt ist gar keine Herrschernatur wie Felix. Laufend muss der dicke Junge von Felix zu einem neuen Befehl ermuntert beziehungsweise gedrängt werden. Dieses Spiel endet damit, dass Felix ins Wasser geht und im Tode endlich Ruhe findet.
Rezeption
Ariane Martin schreibt, Macht mache einsam, sei nicht beliebig steigerbar und richte sich letztendlich gegen den betreffenden Machtmenschen. Der Vergleich mit dem Törleß funktioniere nur bis zu dem Zeitpunkt, als Felix, die Marter des Hans Butt betreffend, den Spieß umkehrt. Paradoxerweise gestalte der Peiniger Felix das folgende Beherrschtwerden durch sein bisheriges Opfer Butt wiederum als Zwang, der ihn allerdings „zu den Fischen“, also in den Tod durch Ertrinken, schicke. Dieses Spieß Umdrehen habe seine philosophische Entsprechung im Übergang vom tyrannischen Willen zur Macht zur pessimistischen Erlösung durch den Tod. Sprengel umschreibt den Charakter des novellistischen Textendes mit „Freitod auf Kommando“. Thomas Mann, dem der Bruder die Novelle zugeeignet hatte, lobte: „Die Arbeit steht mir so nahe, daß ich sie fast als von mir empfinde.“

## Selbstzeugnis
Der Mittdreißiger Heinrich Mann nennt sich einen ewig Zwanzigjährigen. Demzufolge schätzt er diese vier erzählten „Erlebnisse ganz junger Menschen“ besonders.

## Resümee
Die vier Texte sind schwer verdauliche Kost, weil sich hinter dem gedrängten Vortrag ein vielschichtig-kunstvoller Bau verbirgt. So nimmt es nicht wunder, dass die deutsche Literaturkritik – in dem Fall repräsentiert durch Carl Busse, Richard Dohse, Carl Schultze und Fritz Böckel – den Band nach seinem Erscheinen einhellig ablehnte und allein René Schickele Heinrich Manns „Stilgewalt“ bewunderte.

## Anmerkung
1. ↑  
Sprengel (S. 8, 18. Z.v.o. sowie S. 335, 15. Z.v.u.) spricht vom „Umschlagen von Sadismus in Masochismus“.